# 11 травня
11 травня — 131-й день року (132-й у високосні роки) в григоріанському календарі. До кінця року залишається 234 дні.

## Свята і пам'ятні дні

### Національні
Лаос:День конституції

### Релігійні

#### Християнство
Католицька церква: День Святого Ігнатія з Лаконі

 Православна церква:
- Священномученика Мокія.
- Рівноапостольних Кирила та Мефодія, вчителів слов’янських.
- Преподобного Софронія, затворника Києво-Печерського, в Дальніх печерах.
- Святителя Никодима, архієпископа Сербського.

### Іменини
✝  Католицькі: 

✙ Православні: Кирило, Мефодій

## Події
- 330 — Церемонія освячення Константинополя.
- 868 — Китайський монах виготовив «Діамантову сутру». Це найдавніший точно датований друкований документ, який дійшов до наших днів.
- 1709 — Почалась перша масова еміграція німців з Пфальцу до Північної Америки.
- 1712 — Засновано Тульський збройний завод. У 1912 році з нагоди 200-річчя заводу буде відкрито пам'ятник Петру I.
- 1811 — У Сіамі (нинішній Таїланд) народилися зрощені близнюки Чанг та Енг Банкери, що дали назву надалі «сіамським близнюкам».
- 1860 — Висадка «тисячі» Джузеппе Гарібальді на Сицилії.
- 1858 — Міннесота стала 32-м штатом США.
- 1867 — На конференції в Лондоні європейські держави гарантували незалежність та нейтралітет Великого герцогства Люксембург.
- 1907 — В Києві засновано Українське наукове товариство.
- 1911 — Мексиканські революціонери проголосили новою столицею Мексики місто Сьюдад-Хуарес.
- 1914 — Переліт Київ—Гатчина (1277 км за 7 годин 45 хв. часу) П. Нестерова з механіком Г. Нелідовим на «Ньюпорі-IV».
- 1916 — Альберт Ейнштейн презентував свою теорію відносності.
- 1928 — У Нью-Йорку розпочата перша у світі регулярна трансляція телепередач.
- 1944 — Державний Комітет Оборони CPCP ухвалив депортувати кримських татар на схід СРСР
- 1945 — Швейцарський щоденник «Die Weltwoche» опублікував унікальну статтю-інтерв'ю Карла Густава Юнга «Чи знайдуть душі мир?»
- 1970 — у Маріуполі відкрито першу тролейбусну лінію.
- 2014 — Псевдореферендуми на Донеччині та Луганщині 2014 щодо статусу цих областей.

## Народились
Дивись також Категорія:Народились 11 травня
- 1720 — Барон Мюнхгаузен, німецький барон, історична особа і літературний персонаж.
- 1824 — Жан-Леон Жером, французький живописець і скульптор.
- 1827 — Жан-Батист Карпо, французький скульптор, живописець і графік.
- 1848 — Вільгельм Віндельбанд, німецький філософ баденської школи неокантіанства.
- 1854 — Оттмар Мергенталер, американський винахідник в галузі поліграфії, творець лінотипа.
- 1854 — Альбіон Вудбері Смолл, американський соціолог (†1926).
- 1864 — Етель Ліліан Войнич, ірландська письменниця і композиторка, перекладачка українських творів (†1960).
- 1888 — Ірвінг Берлін, американський композитор, автор гімну «Господи, благослови Америку».
- 1895 — Ян Парандовський, польський письменник, есеїст та перекладач.
- 1896 — Славенський Йосип, хорватський композитор.
- 1904 — Сальвадор Далі (Salvador Felipe Jacinto Dalí Domènech), іспанський художник-сюрреаліст.
- 1916 — Каміло Хосе Села, іспанський письменник і публіцист, лауреат Нобелівської премії з літератури 1989, лауреат Премії Сервантеса (1995).
- 1918 — Річард Філіпс Фейнман, американський фізик, один з творців квантової електродинаміки. Лауреат Нобелівської премії з фізики (1965, разом з Синітіро Томонагою і Джуліаном Швінгером).
- 1963 — Наташа Річардсон, британська акторка.

## Померли
Дивись також Категорія:Померли 11 травня
- 479 до н. е. — Конфуцій, давньокитайський філософ та політичний діяч, титульна фігура у конфуціанстві.
- 1708 — Жуль Ардуен-Мансар, французький архітектор, внучатий племінник Франсуа Мансара, представник бароко.
- 1882 — Надія Тарковська, українська акторка, дружина Івана Карпенка-Карого (Тобілевича), старша сестра Олександра Тарковського, рідна тітка Арсенія Тарковського, двоюрідна баба Андрія Тарковського.
- 1956 — Волтер Сідні Адамс, американський астроном.
- 1976 — Аалто Алвар Гуґо, фінський архітектор.
- 1981 — Боб Марлі, ямайський співак.
- 1986 — Володимир Правик, лейтенант, командував бригадою, яка ліквідувала наслідки на Чорнобильській АЕС
- 1986 — Акімов Олександр Федорович, начальник нічної зміни 26 квітня під час аварії на Чорнобильській АЕС
- 2002 — Турбіна Ніка Георгіївна, ялтинська поетеса, відома своїми віршами, які написала в ранньому віці.